# Evacuarea copiilor finlandezi din timpul celui de-al Doilea Război Mondial

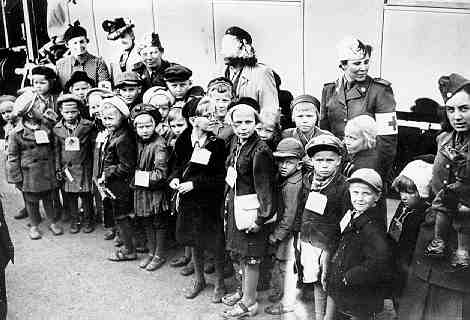
„Copii războiului” în Turku, cca. 1939

Evacuarea copiilor finlandezi din timpul celui de-al Doilea Război Mondial se referă la procesul de plasare a circa 70.000 - 80.000 de copii finlandezi în cadrul unor familii din Suedia, Danemarca sau Norvegia pe parcursul anilor 1930 - '40. Operațiunea a fost efectuată în vederea oferirii de servicii medicale și hrană pruncilor finlandezi, luând în considerare faptul că țara lor se angajase într-un război de lungă durată cu Uniunea Sovietică.

## Desfășurarea

### Contextul și cauzele deportării
Începând cu primăvara anului 1938 Uniunea Sovietică s-a angajat într-o serie de negocieri diplomatice cu Finlanda, în încercarea de a îmbunătăți apărarea mutuală împotriva Germaniei Naziste. Conducătorul URSS de la vremea respectivă, Iosif Vissarionovici Stalin presupunea că Germania avea să folosească Finlanda pe post de rampă de lansare în vederea unui atac asupra fostei capitale a Imperiul Rus, Leningrad. De cele mai multe ori discuțiile au fost sterile, iar situația politică din Europa se înrăutățea, luând în considerare faptul că Germania Nazistă și Uniunea Sovietică semnau la data de 23 august 1939 pactul de neagresiune Molotov-Ribbentrop, care conținea câteva clauze secrete, printre care și împărțirea țărilor Europei Răsăritene între cei doi lideri. În toamna aceluiași an, după ce Polonia a dispărut de pe harta politică europeană și a fost anexată de Germania și URSS, conducerea stalinistă de la Moscova a cerut în mod imperativ Finlandei să cedeze voluntar un teritoriu estic de circa 25 km lățime. 

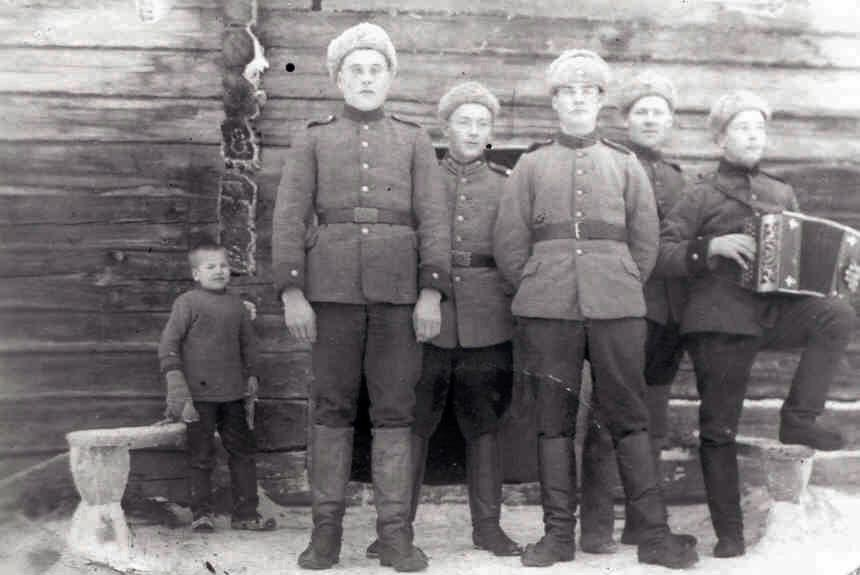
Soldaţi finlandezi în timpul Războiului de Iarnă.

Președintele finlandez Kyösti Kallio a refuzat propunerea sovietică, iar pe 30 noiembrie 23 de divizii ale Armatei Roșii atacau Finlanda în timpul a ceea ce avea să fie cunoscut ca războiul de iarnă. După o serie de lupte aprigi de-a lungul liniei Mannerheim, URSS dobândea întregul istm Carelia conform prevederilor Tratatului de pace de la Moscova. Odată cu izbucnirea celui de-al doilea război mondial și invazia nazistă a Uniunii Sovietice se deschidea frontul unui nou război fino-sovietic; inițial Finlanda, fiind sprijinită de Germania a recucerit provincia Carelia, însă în iunie 1944 Armata Roșie avea să pornească un contraatac prin intermediul căruia a anexat istmul Carelia regiunii Leningrad, din care a făcut parte neîncetat până în prezent.
Populația istmului Carelia a fost nevoită să își părăsească locuințele atât în anul 1939, cât și în 1944 din cauza atacurilor sporadice ale sovieților; majoritatea carelienilor au fost strămutați în diferite regiuni ale Finlandei. Pe parcursul războaielor circa 88,000 de soldați finlandezi au fost uciși, consecințele fiind dramatice: 30,000 de văduve și peste 50,000 de orfani. De asemenea, gradul mortalității infantile crescuse considerabil la începutul anilor 1940 (88 morți la un milion de nou născuți), dar și în perioada 1944-1945 (când procentajul se menținea ridicat: 69-63 decedați per milion). În cele mai multe dintre cazuri moartea copiilor nu survenea direct din cauza războiului (circa 337 de prunci fuseseră omorâți prin impușcare sau vătămare corporală), ci pentru că unele boli infecțioase precum difteria făceau din ce în ce mai multe victime. În total se estimează că peste 44,000 de copii sub cincisprezece ani au murit în intervalul 1940-1945.

### Primul val de evacuări
La data de 30 noiembrie 1939, când Uniunea sovietică a atacat Finlanda pentru prima oară, în Suedia s-a declanșat un val de compasiune și îngrijorare, iar la scurt timp a luat naștere o mișcare de ajutor umanitar care avea ca slogan „Finlands sak är vår” (în limba română „Cauza Finlandei este și a noastră”). În același timp populația Suediei era îngrijorată pentru propria siguranță în cazul în care țara vecină avea să fie invadată, iar guvernul își menținea neutralitatea, însă își concentra resursele asupra unor campanii de ajutorare adresate copiilor finlandezi. În „țara celor trei coroane” publicul era obișnuit cu astfel de operațiuni de salvare, având în vedere că pe parcursul Primului Război Mondial suedezii au fost de acord să îngrijească pe durata conflictului armat o serie de copii de origine poloneză sau germană. Același lucru s-a repetat și pe parcursul Războiului Civil Spaniol, când peste 500 de prunci hispanici au fost ocrotiți și ingrijiți de familiile suedeze. La finele anului 1939, odată cu izbucnirea celui de-al Doilea Război Mondial nordicii și-au oferit din nou sprijinul, de această dată finlandezilor, care se aflau într-un conflict de lungă durată cu Uniunea Sovietică.

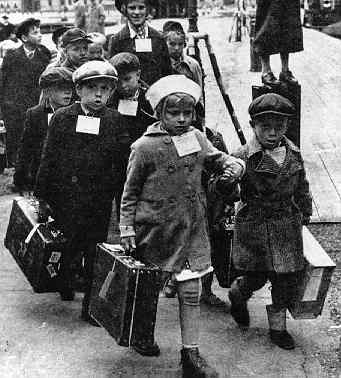
Evacuarea copiilor finlandezi în orașul Turku; (cca. 1939)

Pe parcursul Războiului de Iarnă, care s-a desfășurat în intervalul 1939-1940, peste 12,000 de finlandezi au fost trimiși în Suedia pentru a beneficia de servicii medicale mai bune; printre aceștia se numărau 9,000 de bebeluși care erau adesea însoțiți de mamele lor. De asemenea, peste o suntă de prunci care fuseseră deportați în Danemarca sau Norvegia au fost repatriați odată cu semnarea Tratatului de pace de la Moscova în martie 1940. Finlanda afându-se într-un colaps economic nu le putea oferi, în cele mai multe dintre cazuri, suportul medical necesar pruncilor bolnavi, iar la începutul verii anului 1941 aproximativ 700 de copii urmau să fie trimiși în Suedia. Odată cu izbucnirea Războiului de continuare în luna iunie, atât bolnavii, cât și alți 1,300 de prunci sănătoși au fost deportați în țările vecine. De transportul copiilor s-au ocupat diferite organizații non-guvernamentale, notabile fiind Crucea Roșie, Federația „Save the Children”, Lotta Svärd și Lottakåren. Majoritatea copiilor au fost plasați în cadrul unor familii private, doar un mic procent dintre aceștia ajungând în grija orfelinatelor.
Totuși, odată cu demararea operațiunii, atât în Finlanda cât și în Suedia unele organizații Neguvernamentale pentru Protecția Copilului și-au exprimat dezacordul cu privire la transferul copiilor. Unele persoane susțineau că evacuarea pruncilor avea să le afecteze acestora sănătatea mentală și emoțională, în timp ce alții au subliniat pericolele care pot apărea în momentul transportării a mii de copii în feriboturi și trenuri în condiții de război. De asemenea, suedezii insinuau că părinții finlandezi nu aveau nevoie de ajutorul lor având în vedere că au renunțat foarte greu la pruncii lor. Luând în considerare că presa de la Helsinki începrea să speculeze diferite teorii asupra acestei operațiuni, guvernul finlandez a cenzurat majoritatea ziarelor și le-a interzis să publice articole în care își exprimau nemulțumirile cu privire la transferul copiilor.

### Deportările târzii
În ciuda faptului că finlandezii erau recunoscători familiilor suedeze care le protejau pruncii, aceștia au fost refractari la reînceperea „transferului” de copii pe parcursul Războiului de continuare (care s-a desfășurat în intervalul 1941-1944). Pentru ca voluntarii suedezi să nu se simtă ofensați de reacția carelienilor, adesea erau trimiși „emisari” la Stockholm care vorbeau cu publicul despre problemele finlandezilor, diferitele programe de ajutorare la care puteau participa și subliniau importanța ajutorului din partea Suediei. Totuși, aceștia nu cereau niciodată ajutorul suedezilor în mod direct și nu îi rugau să le ofere pruncilor finlandezi un loc în casele lor, ci solicitau alte favoruri precum sponsorizarea orfanilor de război sau a propriilor organizații non-guvernamentale și transportarea finlandezilor răniți în spitalele suedeze în vederea oferirii de servicii medicale de o calitate superioară. Cele mai multe cereri nu puteau fi onorate de suedezi, având în vedere că Finlanda lupta alături de Germania Nazistă (implicit sub titulatura Puterilor Axei) pe parcursul Războiului de continuare. Drept consecință, porturile Suediei (teritoriu ce și-a păstrat neutralitatea) au fost ocupate de către Aliați, iar exporturile țării erau atent verificate. În general ajutoarele bănești, trimiterea de voluntari în Finlanda sau acceptarea finlandezilor răniți (printre care și copii) erau strict interzise. De asemenea, până în toamna anului 1944 Suediei nu i-a fost permisă trimiterea de hrană sau haine colectate de la populație în vederea ajutorării vecinilor finlandezi.

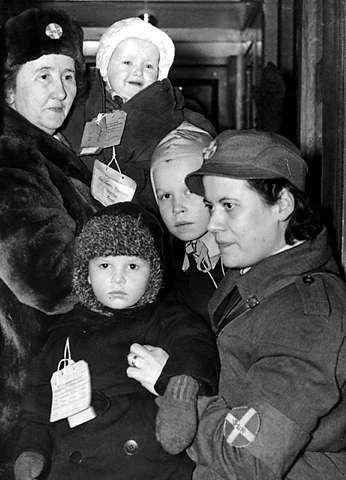
„Copiii războiului” în Stockholm, cca. 1944

În ciuda acestor dificultăți până în primăvara anului 1944 peste 65,000 de copii finlandezi au fost plasați în familii suedeze, iar alți 4,000 au fost trimiși în Damenarca. Majoritatea proveneau din regiunile estice ale țării, zonele de frontieră sau din orașele industriale intens bombardate de Armata Roșie. Circa 5,000 dintre prunci erau grav bolnavi și aveau nevoie de asistență medicală din partea medicilor suedezi. Pe parcursul războiului de continuare trimiterea copiilor în Suedia devenise o modă, iar criteriile inițiale de selecție, conform cărora pruncii răniți aveau prioritate, au fost neglijate. Întreaga campanie a scăpat de sub controlul guvernelor celor două țări implicate, iar scopul inițial al programului (de a oferi îngrijire medicală anumitor categorii) a fost uitat. O mare parte dintre copii au fost repatriați în 1942 sau 1943, însă au fost evacuați pentru a doua oară în primăvara anului 1944, perioadă în care bombardamentele sovietice s-au intensificat. Și de această dată majoritatea copiilor au fost plasați în cadrul unor familii private din Suedia, doar un mic procent dintre aceștia ajungând în grija orfelinatelor.

### Repatrierea copiilor
Odată cu încheierea Războiului de continuare (aprox. 19 septembrie 1944) a fost demarată o operațiune amplă de reconstrucție a Finlandei. Procesul a fost dificil și a întâmpinat multe obstacole, foametea și lipsa de haine sau locuințe fiind principalele piedici. De asemenea, circa 400.000 de locuitori evacuați din provincia Carelia trebuiau mutați în altă parte a țării; reconstrucția era necesară atât în zonele urbane, cât și în cele rurale, bombardamentele germane distrugând aproximativ 90% din construcțiile existente în anii 1930. Totodată Finlanda a pierdut 10% din teritoriul său odată cu semnarea Tratatului de pace de la Moscova, iar guvernului țării îi era impusă plata unor daune de război estimate la trei miliarde de dolari. Problemele financiare ale finlandezilor s-au menținut pe parcursul anilor 1940-'50, când populația era silită să îndure „alimentația rațională” în vederea plătirii datoriilor țării. Situația economică a Finlandei s-a îmbunătățit începând cu anul 1952 când Helsinki a găzduit Jocurile Olimpice de vară. De asemenea, un factor important în reconstrucția Finlandei este constituit de aderarea țării la Consiliul Nordic și Organizația Națiunilor Unite din anul 1955.
Luând în considerare situația economică extrem de dificilă prin care trecea Finlanda după încheierea războiului, repatrierea copiilor în toiul reconstrucției țării nu părea o soluție bună. De asemenea, părinții adoptivi din Suedia, Danemarca și Norvegia se atașaseră de pruncii finlandezi, iar o foarte mare parte dintre ei își doreau să demareze procese de adopție. Mai mult, au fost semnalate cazuri în care "copii războiului" și-au uitat adevăratele familii sau limba maternă. Concomitent Finlanda depindea de ajutoarele acordate de țările vecine, iar guvernul de la Helsinki nu voia să intre în conflict cu Suedia prin cererea repatrierii copiilor. Având în vedere că Finlanda nu s-a adresat niciodată țărilor vecine în vederea returnării pruncilor, reîntoarcerea acestorea a depins strict de dorința părinților. Astfel, peste 15.000 de copii au rămas în Suedia, iar 400 în Danemarca (însă cifrele variază de la 6.000 până la 15.000); totodată erau semnate circa 1.300 de certificate de adopție și 6.200 de "convenții de ocrotire".